# لورينا بونس دي ليون
لورينا بونس دي ليون نونيز (من مواليد 6 أكتوبر 1976) هي مهندسة معمارية في أوروغواي. وهي سيدة أوروغواي الأولى السابقة لأنها زوجة للرئيس الثاني والأربعين لأوروغواي لويس البرتو لا كاليي بو.

## النشأة والتعليم
ولدت في 6 أكتوبر 1976 في مونتيفيديو، كابنة لأم بطليس وأب مع القليل من الاتصال بالسياسة. وقد نشأت في لا بلانكوادا، مونتيفيديو، حيث عاشت حتى بلغ عمرها 9 سنوات ثم انتقلت مع والديها إلى كاراسكو. التحقت بالمدرسة الألمانية ثم تخرجت من كلية العلوم الزراعية في جامعة لا إمبريسا مع درجة فني الغابات. كما درست فني الغابات في مدرسة البروفيسور خوليو مونيوز للبستنة.

## السيدة الأولى لأوروغواي

### برنامج سيمبراندو
وفي مارس 2020، أطلقت سيمبراندو، وهو برنامج يهدف إلى دعم رواد الأعمال بعد الأزمة الصحية الناجمة عن وباء الفيروس التاجي. يتيح البرنامج التشاور مع الخبراء في المنطقة ويساعد على ربط رواد الأعمال بالمؤسسات ذات الصلة بموضوع ريادة الأعمال  ذكرت السيدة الأولى نفسها في 7 أبريل/نيسان أن 1460 شخصاً سجلوا.

## الحياة الشخصية
بونس دي ليون هو لاعب هوكي. في نوفمبر 1989، التقى بونس دي ليون مع لويس لاكالي بو في تجمع للشباب للاحتفال بفوز لويس ألبيرتو لاكايه (والد لاكالي بو)، برئاسة الأوروغواي. بعد عشر سنوات، التقيا مرة أخرى وبدأا التعارف. تزوجاً في عام 2000، في خدمة أجراها دانيال ستوولا في كاتدرائية مونتيفيديو المتروبوليتانية.  لديهم ثلاثة أطفال: لويس ألبرتو، فيوليتا ومانويل. لويس وفيوليتا وهما أول توأمين ولدا عن طريق التلقيح الصناعي في أوروغواي. 